# 川口総合文化センター

川口総合文化センター（かわぐちそうごうぶんかセンター、愛称：リリア）は、埼玉県川口市川口三丁目にある川口市立の文化施設。

## 概略
東日本旅客鉄道（JR東日本）京浜東北線川口駅の南西50メートルに位置。地上6階のホール棟と地上15階のタワー棟により構成される。ホール棟にはメインホール（2002席）、音楽ホール（600席）、展示ホールがある。タワー棟にはリハーサル室、会議室、録音室などがあるほか、テナントが入居。ホール棟とタワー棟の間には催し広場、ラウンジ「リリア」、ギャラリーなどが置かれている。
川口駅西口第一種市街地再開発事業の一環として川口市が川口駅西口に建設した。財団法人川口総合文化センターが運営し1990年に開業。川口駅東口の川口市立中央図書館とは東日本旅客鉄道の川口駅を経てペデストリアンデッキでつながり、リリアから約500メートル北のイトーヨーカドー川口店などが入店しているアリオ川口内のMOVIX川口ならびにアリオ川口に隣接しているアトリア
、そして青木におけるSKIPシティとともに川口市における芸術文化の拠点となっている。川口市が主催する成人式は通常リリアにおいて実施される。
しかし建築から30年以上が経過していることから、川口市は2024年3月1日から約2年間全館を休館させ、大規模改修工事を行っている。

## 施設概要
- 敷地面積：7,000平方メートル
- 建築面積：6,234平方メートル
- 延床面積：35,875平方メートル
- 構造種別・階数：タワー棟：S造地下2階、地上15階：ホール棟SRC地下2階、地上6階
- 高さ：83m

## ホール
- メインホールは有名アーティストコンサートやプロレスでの使用が多い。
- 音楽ホールは主にクラシックコンサートで使用される。
- 展示ホールは各種展示会で使用。

## フロアガイド
| 階  | タワー棟                                    | ホール棟                                           |
| --- | ------------------------------------------- | -------------------------------------------------- |
| 14F | 銀座アスター（中華）                        |                                                    |
| 13F | 銀座アスター（中華）                        |                                                    |
| 12F | 特別会議室                                  |                                                    |
| 11F | 大・中・小会議室1号・2号                    |                                                    |
| 10F | 和室・茶室                                  |                                                    |
| 9F  | ジェクサー・フィットネススタジオ川口        |                                                    |
| 8F  | ジェクサー・フィットネススタジオ川口        |                                                    |
| 7F  | リリア管理事務所                            |                                                    |
| 6F  | スタジオ3号・4号                            | 音楽ホール、メインホール                           |
| 5F  | スタジオ1号・2号                            | 音楽ホール、メインホール                           |
| 4F  | カワイピアノショップ、カワイ音楽教室        | 音楽ホール、メインホール                           |
| 3F  |                                             | メインホール、ギャラリー                           |
| 2F  | 川口子育てサポートプラザ                    | メインホール、アトリウムインフォメーション         |
| 1F  | チケットセンター （社）川口地区労働基準協会 | メインホール、展示ホール、催し広場、ラウンジリリア |
| B1F | 駐車場                                      | 駐車場                                             |
| B2F | 駐車場                                      | 駐車場                                             |

## テナント
- チケットセンター（1階）
- 川口地区労働基準協会（1階）
- 川口市子育てサポートプラザ（2階
- KAWAIピアノショップ・カワイ音楽教室（4階）
- ジェクサー・フィットネススタジオ川口（女性専用フィットネス）（8階・9階）
- 銀座アスター川口賓館（13階・14階）